# Janez Matičič

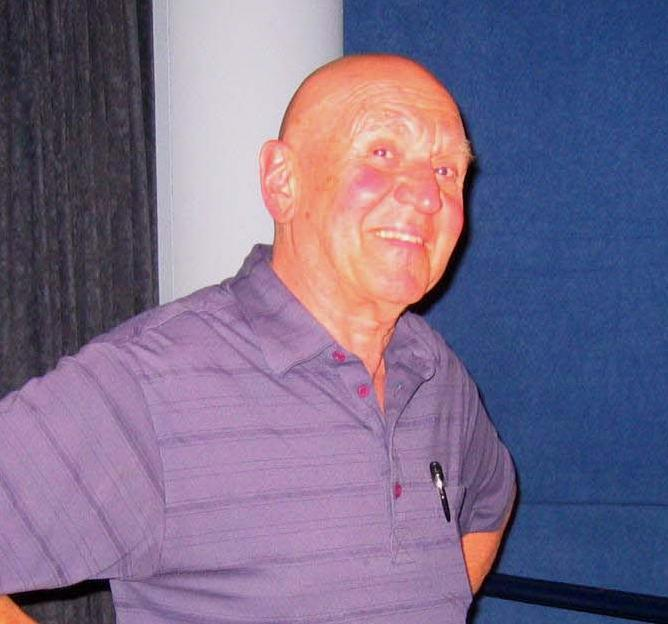
Janez Matičič im Jahr 2006

Janez Matičič (* 3. Juni 1926 in Ljubljana; † 18. April 2022 ebenda) war ein slowenischer Komponist, Dirigent, Pianist und Hochschullehrer.

## Leben
Nachdem er bereits zuvor Unterricht auf der Geige und am Klavier erhalten hatte, begann Janez Matičič ein Studium an der Musikakademie Ljubljana, das er 1950 in Komposition bei Lucijan Marija Škerjanc und Klavier bei Anton Trost sowie 1951 in Dirigieren bei Danilo Švara abschloss. Anschließend unterrichtete er selbst Klavier an der Akademie sowie Musiktheorie, Kontrapunkt und Musikanalyse am Konservatorium für Musik und Ballett in Ljubljana. 1959 übersiedelte er teilweise nach Paris, um seine Ausbildung bei Nadia Boulanger in Paris fortzusetzen. Ab dieser Zeit bis in die Mitte der 1970er-Jahre arbeitete er auch im Bereich der elektroakustischen Musik mit der von Pierre Schaeffer gegründeten Groupe de recherches musicales zusammen. Er war Lehrer für Klavier an einigen Pariser Konservatorien, hielt sich aber auch weiterhin oft in Slowenien auf. So unterrichtete er 1983–1996 u. a. am Musikwissenschaftlichen Institut der Philosophischen Fakultät der Universität Ljubljana. Oft trat er als Interpret seiner eigenen Klavierwerke auf. 
Bereits ab den frühen 1960er-Jahren wurde Janez Matičič international für seine Arbeiten ausgezeichnet, darunter dem „Fürst Rainier-Preis“ von Monaco (1962), dem „Ordre du Mérite culturel et artistique“ in Paris (1969) sowie dem Preis der slowenischen Prešeren-Stiftung für sein Violinkonzert (1981). 2007 wurde er ordentliches Mitglied der Slowenischen Akademie der Wissenschaften und Künste (SAZU). Im selben Jahr erhielt er den Prešeren-Preis für sein Lebenswerk. Janez Matičič war der Bruder der Schriftstellerin Nada Matičič (1922–2004). Er starb am 18. April 2022 und wurde auf dem Zentralfriedhof Žale in Ljubljana bestattet.

## Werke (Auswahl)

### Chor und Orchester
- Vision für Chor und Orchester op. 19 (1950)
- Artemis für Chor und Orchester op. 69 (2012)

### Orchester
- Sinfonie Nr. 1 op. 21 (1950–1953)
- Suite für Streichorchester op. 24 (1951–1955)[4]
- Trans… op. 56 (1997)
- Sinfonie Nr. 2 op. 58 (1997)

### Soloinstrument und Orchester
- Konzert für Klavier und Orchester Nr. 1 op. 36 (1965)[5]
- Konzert für Violine und Orchester op. 49 (1978/1979)
- Konzert für Klavier und Orchester Nr. 2 op. 52 (1985)
- Konzert für Violoncello und Orchester op. 61 (2003)

### Duos und Kammermusik
- Streichquartett op. 15 (1948–1949)
- Deux poèmes für Viola und Klavier op. 18 (1949)[6]
- Ondulations für Streichquartett op. 35 (1963)
- Synthéses für Violine und Klavier op. 41 (1969)
- Osmose für Marimba und Vibraphon op. 54 (1992)
- Géodes für Klavier und Schlagzeug op. 57 (1998)
- Repliques für Altsaxophon und Klavier op. 63 (2005)
- Canto rapsodico für Klarinette und Klavier op. 64 (2005)

### Klavier solo
- Suite Nr. 1 op. 7 (1945–1946)
- Drei Stücke op. 20 (1951)
- Drei Etüden für die linke Hand op. 25 (1956)
- Miniaturvariationen op. 29 (1957)
- Danses grotesques op. 31 (1959)
- Suite Nr. 3 op. 33 (1961)
- Resonanzen op. 34 (1963)
- Palpitations op. 44 (1971)
- Toccata-Fantasie op. 59 (2000)
- Sonate Nr. 3 op. 55 (1993, rev. 2002)
- Suite Nr. 4 op. 67 „Polynesia“ (2010)

### Elektroakustik
- Oscillations op. 37 (1966)
- Cosmophonie für Klavier und Tonband op. 42 (1970)
- Formes op. 43 (1971)
- Trois Visions op. 46 (1975)
- Fusions op. 51 (1979)

## CD-Diskographie (Auswahl)
- Miniaturvariationen für Klavier – Livia Rév (Klavier) – (Helios CDH55194; 1985)
- Klavierkonzert Nr. 1, Klavierkonzert Nr. 2, Violinkonzert – Igor Ozim (Violine), Janez Matičič (Klavier), Slowenische Philharmonie, Sinfonieorchester des Slowenischen Rundfunks, Dirigenten: Samo Hubad, Uroš Lajovic – (Edicije DSS – 998014)
- Sonaten Nr. 1–3, Résonances „Palpitations“, Toccata für Klavier, Geode für Klavier und Schlagzeug – Janez Matičič (Klavier) – (Edicije DSS – 200032; 2002)
- Frühe Klavierwerke – Milanka Črešnik und Tatjana Kaučic (Klavier) – (RTV SLO Klasika – 111501; 2CD, 2010)
- Extasis: Elektroakustische Werke – (Edicije DSS – 201180; 2011)
- Gemini, Sonate Nr. 4 für Klavier – Janez Matičič, Milanka Črešnik und Tatjana Kaučic (Klavier) – (RTV SLO Klasika – 111983; 2011)
- Werke für Violine und Klavier – Anja Bukovec und Igor Ozim (Violine), Milanka Črešnik und Janez Matičič (Klavier)  – (RTV SLO Klasika – 112454; 2011)
- Drei Stücke für Klavier – Tim Jančar (Klavier) – (Gramola 99126; 2016)